# Leopardus guigna
La huiña, güiña, gato de campo o gato colorado (Leopardus guigna)  es un felino endémico de la región Pacífico del continente sudamericano. Vive principalmente en el centro y sur de Chile, así como en áreas adyacentes de Argentina.

## Nombre y etimología
"Huiña" es una adaptación de la palabra mapuche wiña, que significa "cambio de morada". En el lenguaje coloquial chileno, "huiña" es sinónimo de "ladrón u oportunista", aunque la forma de ser de este felino no tiene nada que ver con la descripción, lo que ha llevado a estigmatizar a este animal.

## Descripción
Es el más pequeño de los felinos salvajes de América. Su longitud ronda entre los 37 y 51 cm y su peso es de 2 a 3 kg.
Su pelaje mimético se caracteriza por tener manchas negras y redondas y el fondo de su pelaje color marrón. A la distancia sus manchas se ensombrecen y su pelaje se oscurece. El pelaje de su vientre es blanco, pero tiene grandes manchas en forma de bandas. La cola tiene de 10 a 14 bandas negras (generalmente 12) y suelen verse ejemplares totalmente melánicos.
Las madres suelen tener entre uno y cuatro cachorros. Su período de gestación es de 75 días y su longevidad es de 15 años.
Cazador nocturno, de hábitos arborícolas, sus presas son pequeños roedores (arborícolas preferentemente como Irenomys tarsalis), pequeños marsupiales, perdices, palomas, insectos, e incluso pudúes. Utiliza los árboles como guaridas. Sus enemigos naturales son el puma y el zorro culpeo. Se desconoce su población actual. Su estado de conservación es "Vulnerable" según la lista roja de especies amenazadas de la IUCN. Actualmente se encuentra protegida legalmente en Chile y Argentina. En julio de 2022, un huiña negro, un gato muy raro de la Patagonia, fue captado por primera vez en la cámara.

## En cautiverio
Existen centros de rehabilitación de especies animales que podrían contar con ejemplares heridos o enfermos, pero no está confirmado formalmente.
En la comuna de Villarrica, Región de La Araucanía, existe un centro de conservación e investigación del Gato guiña.
Además, el comercio ilegal de especies animales ha vendido ejemplares esta especie como mascota. Otro grave problema es que la gente los atrapa y cría como mascota o los vende por Internet, teniendo como consecuencia graves ataques a menores de edad y a mascotas domésticas ya que la naturaleza de esta especie no permite ni considera la vida en cautiverio.

## Subespecies
Hay dos subespecies registradas:
- Leopardus guigna guigna: Sur de Chile y de Argentina.[3]
- Leopardus guigna tigrillo: Centro de Chile.

## Hábitat
Bosques esclerófilos, caducifolios montanos y templados mixtos (bosque valdiviano), prefiriendo zonas de cobertura densa, desde los 30° a 50° lat.sur.

## Reconocimiento
- Desde el 2021, se proclamó el 28 de Agosto como "Día internacional del Gato Güiña", con motivo de fomentar el conocimiento y la conservación de este felino.